# Lysandra october
Lysandra october är en fjärilsart som beskrevs av Ruggero Verity 1946. Lysandra october ingår i släktet Lysandra och familjen juvelvingar. Inga underarter finns listade i Catalogue of Life.